# Gustave Levy (1819-1894)
Ne doit pas être confondu avec Gustave Lévy.
Gustave Levy est un graveur et un dessinateur français né à Toul le 21 juin 1819 et mort à Paris le 26 septembre 1894.

## Biographie
Il a été l'élève d'Amédée Félix Barthélemy Geille. Il a exposé au Salon des artistes français entre 1844 et 1881 et au Salon de Nancy jusqu'en 1890. Il a reçu la médaille d'honneur au Salon de 1894.
Graveur, il est connu pour ses portraits et ses scènes de genre ou des sujets religieux. Il s'est inspiré des œuvres de peintres comme Raphaël, Véronèse, Greuze, Cabanel, Couture.
Il a été vice-président des artistes graveurs au burin.
Il est inhumé au cimetière de Montmartre, 3e division.

## Distinction
- Chevalier de la Légion d'honneur par décret du 3 janvier 1892[3].

## Œuvres
- Pierre Corneille, d'après Jean  Gigoux (1806-1894),
- Gérard Edelinck, d'après Hyacinthe Rigaud (1659-1743),
- Alphonse de Lamartine, d'après Maurice Leloir (1853-1940),
- Moïse, dédiée à la baronne James de Rothschild,
- Napoléon Bonaparte,
- El general Prim en la battalla de los Castillejos (1er janvier 1860), d'après Alexandre George Henri Regnault,
- La Vierge Aux Candélabres, d'après Raphaël.